# Zoo Tycoon DS
Zoo Tycoon DS est la version Nintendo DS de  jeu de simulation économique, Zoo Tycoon. Une suite du jeu, intitulé Zoo Tycoon 2 DS, est sorti trois ans plus tard en 2008.

## Contenu
Les graphismes et le gameplay sont quelque peu semblables à ceux du premier jeu Zoo Tycoon. Cependant, pour la version DS, le terrain se présente sous un format de grille comme le font les versions PC et Mac.
Les objets et les animaux disponibles dans le jeu sont également issus du premier Zoo Tycoon.
Le jeu dispose de deux options : tutoriel/scénario ou libre. Le premier plonge le joueur dans différentes missions, chacune avec un objectif fixé, une limitation de temps et une difficulté croissante. Le second permet aux joueurs de créer un zoo gratuitement, sans restrictions de temps et sans objectifs.

## Réception
Zoo Tycoon DS  a reçu de mauvaises critiques, avec une note moyenne de 44.96% sur GameRankings et de 44/100 sur Metacritic, en indiquant souvent des avis défavorables, Greg Muller, testeur de Zoo Tycoon DS pour GameSpot, dénonce les graphismes du jeu, en critiquant le "fait "que sur 50 animaux [du jeu], seuls quelques-uns d'entre eux ont des expressions. Vous verrez le même blob brunâtre se déplacer. Ce n'est pas naturel du tout". Muller a également critiqué la quasi-totale absence de musique, en faisant remarquer "Vous pouvez jouer à ce jeu sans son, sans manquer de rien. Vous pourriez être privé du bruit des balais des agents d'entretien, mais il suffit de prendre un balai et de faire du bruit vous-même, qui, d'ailleurs, vous procurerez autant de plaisir que de jouer à ce jeu". Dan Adams de l'IGN a également détesté le jeu. Il écrit "s'il vous plaît tuez moi. J'ai juste envie de mourir. Zoo Tycoon DS a sucé ma raison de vivre et m'a laissé sans rien... Je ne me souviens pas la dernière fois que j'ai vu un jeu aussi laid avec autant de lacunes." Les avis les plus positifs provenaient de Nintendo Power, qui a salué le jeu pour "reproduire fidèlement l'expérience Zoo Tycoon " sur la Nintendo DS.